# メイショウハリオ
メイショウハリオ（欧字名:Meisho Hario、2017年2月25日 - ）は、日本の競走馬。主な勝ち鞍は2022年・2023年の帝王賞連覇、2023年のかしわ記念、2025年の川崎記念。
馬名の意味は、冠名＋世界一速いハリオアマツバメより。

## 戦績

### 3歳（2020年）
デビューは遅く、3歳となった2020年4月5日阪神の3歳未勝利（ダート1400m）でデビューし5着。2戦目で初勝利を挙げるも、その後は勝ちきれないレースが続いた。
10月17日京都の3歳以上1勝クラス（ダート1400m）で2勝目を挙げ、休養に入る。

### 4歳（2021年）
1月23日の小倉城特別では道中後方待機から直線で鋭く脚を伸ばすと最後はメイショウヨカゼとの追い比べをクビ差で制し3勝目をマークする。
5月2日の天満橋ステークスでは10着と大敗するも、5月30日の薫風ステークスでは中団追走から直線で先行した各馬を差し切って快勝しオープン入りする。
ジュライステークスと太秦ステークスを共に2着とした後、初の重賞となった11月7日のみやこステークスは中団のやや後ろでレースを進めると直線で馬群を割って抜け出し、外から追い込んできたロードブレスとの叩き合いをハナ差で制し重賞初制覇を果たすとともにチャンピオンズカップの優先出走権を獲得した。初のGI出走となったチャンピオンズカップは道中中団からレースを進めたが7着に敗れた。

### 5歳（2022年）
5歳初戦となったマーチステークスは後方から、直線で外から一気に伸び、一旦抜け出していたケンシンコウを半馬身差し切って優勝、重賞2勝目を飾った。
続いて、GIII平安ステークスに出走。前年のJRA賞最優秀ダートホースであるテーオーケインズ、前年の優勝馬オーヴェルニュに次ぐ3番人気に推された。道中は中団位置につけ、最後の直線で馬場の真ん中から末脚を伸ばしたもののテーオーケインズから0秒8遅れた3着に敗れた。
続いて、6月29日に大井競馬場で行われたJpnI帝王賞に出走。初の地方競馬参戦であった。1番人気のテーオーケインズが単勝1.5倍の圧倒的支持を受けるなか、5番人気に推された。道中は競り合う先団の後ろでレースを進め、直線に入って抜け出し内を突いた3番人気チュウワウィザードにクビ差をつけ優勝。GI級競走初制覇を果たした。岡田稲男調教師にとってもGI級競走は初勝利。馬主の松本好雄は2013年にメイショウマンボがエリザベス女王杯を勝利して以来の平地GI級競走制覇となった。鞍上の浜中俊は「テーオーケインズの後ろで競馬をしようと思っていたので、思いのほか道中は理想通りの展開で、直線に向くまでは自分の中で一番理想的なプランで来ていたので、最後は頑張ってくれという感じで追っていました」「今日のメンバー相手に勝てた、というのは本当に大きな自信になったので、次のレースにも期待したいです」と振り返った。
秋初戦として、11月3日に盛岡競馬場で行われたJBCクラシック（JpnI）に出走。道中は勝ち馬テーオーケインズを見ながら追走したが、勝負どころでやや離される型に。じわじわと伸びたが見せ場を作ることは出来ず、5着に敗れた。
続いて12月29日に大井競馬場で行われた東京大賞典（GI）に出走。道中は中団の外で折り合いに専念。向正面で一気に上昇したサンライズホープとリンゾウチャネルを行かせてからゴーサインを出す。直線入り口では突き抜けるようなシーンもあったが、最後はウシュバテソーロ、ノットゥルノに次ぐ3着に敗れた。鞍上の浜中は「道中で捲ってくる馬がいるとは想定していた。うまくやり過ごせたし、直線の勢いもついたが、後ろの馬にもっといい脚を使われた」と悔しさを滲ませた。

### 6歳（2023年）
6歳初戦として、2月19日に東京競馬場で行われたフェブラリーステークス（GI）に出走。4番人気で迎えたレースでは、スタートでバランスを崩し落馬寸前のアクシデント。大きく遅れた最後方からという苦しい展開になるも、最後の直線で猛然と追い上げてレモンポップ、レッドルゼルに次ぐ3着に食い込んだ。鞍上の浜中俊は「馬の感じはここ数戦では一番良かったです。狙っていったんですけどね。ゲートでつまずいて、カバーするのが騎手の役目なんですけど…。ラストはいい脚を使ってくれたので、本当にもったいなかったです。申し訳ないです」とコメントした。
続いて、5月4日に船橋競馬場で行われたJpnIかしわ記念に出走。2番人気で迎えたレースでは五分のスタートから後方に位置取り、第3、第4コーナーを大外回し直線入口にてその内を突いたタガノビューティーをクビ差で抑え1着。GI級競走2勝目を挙げた。
続いて、6月28日に大井競馬場で行われた連覇の掛かる帝王賞に出走。2番人気で迎えたレースでは五分のスタートから中団後方に位置取り、終いの脚に賭ける策を取る。3～4コーナー中間で外に持ち出して追い込み、内で粘るクラウンプライドをハナ差で抑え1着。帝王賞史上初の連覇を達成した。

### 7歳（2024年）
2月24日のサウジカップに出走する予定だったが歩様に異常を感じ出走取消になった。またこの出走取消により予定していたドバイワールドカップへも出走出来なくなり、断念することを余儀なくされた。
その後三連覇がかかった帝王賞へ出走したが9着に終わった。
休養を終えた後、日本テレビ盃とJBCクラシックを経てチャンピオンズカップの3戦を走るローテを組み、日本テレビ盃は3着、JBCクラシックは2着と好走したが、チャンピオンズカップの一週間前の追い切り後に左後肢の筋肉痛を発症したため同レースを回避した。

### 8歳（2025年）
8歳初戦にフェブラリーステークスに出走したが6着に終わる。
続いて次走に川崎記念を選択。3番人気で迎えたこのレースでは、2周目の向こう正面で捲り始めたディクテオンの後ろにつき、3コーナーで交わし、リードを手放すことなく2着のディクテオンに3/4馬身の差を付け優勝。JpnI4勝目にして、自身の1年10ヶ月ぶりのJpnI優勝となった。
その後帝王賞を大目標に平安ステークスへ出走したものの、道中のペースに苦しめられ7着に終わった。その後は予定通り帝王賞に向かったが、開催される大井競馬場への輸送中、新東名高速道路を走行中の馬運車内で飼い葉を喉につまらせ、食道閉塞を発症。最寄りのサービスエリアにあるガソリンスタンドへ駆け込み、備え付けてあったホースを使用し喉を洗浄する処置を取った。この処置が功を奏し、症状が改善したが、大事を取り出走を取りやめた。

## 競走成績
以下の内容は、JBISサーチおよびnetkeiba.comの情報に基づく。
| 競走日     | 競馬場 | 競走名          | 格    | 距離（馬場）  | 頭 数 | 枠 番 | 馬 番 | オッズ （人気） | 着順 | タイム （上り3F） | 着差 | 騎手      | 斤量 [kg] | 1着馬（2着馬）         | 馬体重 [kg] |
| ---------- | ------ | --------------- | ----- | ------------- | ----- | ----- | ----- | --------------- | ---- | ----------------- | ---- | --------- | --------- | ---------------------- | ----------- |
| 2020.04.05 | 阪神   | 3歳未勝利       |       | ダ1400m（良） | 16    | 7     | 13    | 050.2（11人）   | 05着 | R1:25.9（36.8）   | -0.8 | 0菱田裕二 | 56        | ワイドカント           | 502         |
| 0000.04.18 | 福島   | 3歳未勝利       |       | ダ1700m（稍） | 15    | 2     | 2     | 002.10（1人）   | 01着 | R1:49.2（38.5）   | -0.3 | 0菱田裕二 | 56        | （リュウグウハヤブサ） | 494         |
| 0000.05.16 | 京都   | 3歳1勝クラス    |       | ダ1800m（重） | 16    | 3     | 5     | 052.5（11人）   | 10着 | R1:51.5（35.7）   | -1.2 | 0松若風馬 | 56        | サンライズホープ       | 500         |
| 0000.08.23 | 小倉   | 3歳上1勝クラス  |       | ダ1700m（重） | 16    | 3     | 6     | 019.20（7人）   | 03着 | R1:43.8（36.5）   | -0.2 | 0菱田裕二 | 54        | リリーミニスター       | 496         |
| 0000.09.06 | 小倉   | 3歳上1勝クラス  |       | ダ1700m（重） | 15    | 4     | 7     | 006.10（3人）   | 05着 | R1:44.3（36.2）   | -1.1 | 0酒井学   | 54        | スマートアリエル       | 502         |
| 0000.09.26 | 中京   | 3歳上1勝クラス  |       | ダ1400m（稍） | 14    | 4     | 6     | 002.60（1人）   | 04着 | R1:24.6（36.7）   | -0.9 | 0菱田裕二 | 55        | サンライズラポール     | 500         |
| 0000.10.17 | 京都   | 3歳上1勝クラス  |       | ダ1400m（重） | 16    | 2     | 3     | 005.10（2人）   | 01着 | R1:23.3（35.9）   | -0.0 | 0藤岡康太 | 55        | （ティートラップ）     | 502         |
| 2021.01.23 | 小倉   | 小倉城特別      | 2勝   | ダ1700m（重） | 16    | 8     | 16    | 010.00（5人）   | 01着 | R1:43.6（36.3）   | -0.1 | 0西村淳也 | 56        | （メイショウヨカゼ）   | 504         |
| 0000.05.02 | 阪神   | 天満橋S         | 3勝   | ダ1400m（稍） | 16    | 2     | 4     | 016.30（8人）   | 10着 | R1:24.7（36.5）   | -0.8 | 0松若風馬 | 55        | スズカフェスタ         | 504         |
| 0000.05.30 | 東京   | 薫風S           | 3勝   | ダ1600m（良） | 16    | 6     | 12    | 015.90（5人）   | 01着 | R1:36.8（36.2）   | -0.2 | 0横山和生 | 57        | （バンブトンハート）   | 506         |
| 0000.07.17 | 福島   | ジュライS       | L     | ダ1700m（良） | 15    | 2     | 2     | 005.60（2人）   | 02着 | R1:44.8（37.1）   | -0.8 | 0田辺裕信 | 56        | ケンシンコウ           | 500         |
| 0000.10.16 | 阪神   | 太秦S           | OP    | ダ1800m（良） | 16    | 3     | 6     | 011.70（8人）   | 02着 | R1:51.3（37.4）   | -0.0 | 0岩田康誠 | 56        | ライトウォーリア       | 508         |
| 0000.11.07 | 阪神   | みやこS         | GIII  | ダ1800m（良） | 16    | 2     | 3     | 013.00（5人）   | 01着 | R1:50.8（37.9）   | -0.0 | 0浜中俊   | 56        | （ロードブレス）       | 510         |
| 0000.12.05 | 中京   | チャンピオンズC | GI    | ダ1800m（良） | 16    | 8     | 15    | 024.8（10人）   | 07着 | R1:51.1（36.6）   | -1.4 | 0浜中俊   | 57        | テーオーケインズ       | 508         |
| 2022.03.27 | 中山   | マーチS         | GIII  | ダ1800m（重） | 16    | 6     | 12    | 005.80（2人）   | 01着 | R1:50.2（36.5）   | -0.1 | 0浜中俊   | 57        | （ケンシンコウ）       | 492         |
| 0000.05.21 | 中京   | 平安S           | GIII  | ダ1900m（良） | 16    | 3     | 5     | 007.00（3人）   | 03着 | R1:57.8（36.4）   | -0.8 | 0浜中俊   | 57        | テーオーケインズ       | 506         |
| 0000.06.29 | 大井   | 帝王賞          | JpnI  | ダ2000m（良） | 9     | 8     | 9     | 019.20（5人）   | 01着 | R2:03.3（37.0）   | -0.0 | 0浜中俊   | 57        | （チュウワウィザード） | 500         |
| 0000.11.03 | 盛岡   | JBCクラシック   | JpnI  | ダ2000m（良） | 15    | 4     | 6     | 005.70（3人）   | 05着 | R2:03.3（36.7）   | -1.2 | 0浜中俊   | 57        | テーオーケインズ       | 504         |
| 0000.12.29 | 大井   | 東京大賞典      | GI    | ダ2000m（良） | 14    | 4     | 5     | 002.30（1人）   | 03着 | R2:05.8（38.2）   | -0.8 | 0浜中俊   | 57        | ウシュバテソーロ       | 502         |
| 2023.02.19 | 東京   | フェブラリーS   | GI    | ダ1600m（良） | 16    | 3     | 6     | 010.70（4人）   | 03着 | R1:36.2（35.8）   | -0.6 | 0浜中俊   | 58        | レモンポップ           | 508         |
| 0000.05.04 | 船橋   | かしわ記念      | JpnI  | ダ1600m（良） | 13    | 2     | 2     | 003.20（2人）   | 01着 | R1:39.3（37.2）   | -0.1 | 0浜中俊   | 57        | （タガノビューティー） | 505         |
| 0000.06.28 | 大井   | 帝王賞          | JpnI  | ダ2000m（良） | 12    | 4     | 4     | 003.90（2人）   | 01着 | R2:01.9（36.4）   | -0.0 | 0浜中俊   | 57        | （クラウンプライド）   | 502         |
| 0000.11.03 | 大井   | JBCクラシック   | JpnI  | ダ2000m（良） | 10    | 7     | 7     | 002.30（1人）   | 04着 | R2:06.5（38.8）   | -1.4 | 0浜中俊   | 57        | キングズソード         | 503         |
| 0000.12.03 | 中京   | チャンピオンズC | GI    | ダ1800m（良） | 15    | 2     | 2     | 015.90（6人）   | 05着 | R1:51.3（37.3）   | -0.7 | 0浜中俊   | 58        | レモンポップ           | 508         |
| 2024.02.24 | KAA    | サウジC         | G1    | ダ1800m（Fs） | 15    |       | 8     |                 |      | 出走取消          |      | 0浜中俊   | 57        | Senor Buscador         | 計不        |
| 0000.06.26 | 大井   | 帝王賞          | JpnI  | ダ2000m（稍） | 13    | 7     | 11    | 010.90（5人）   | 09着 | R2:09.3（39.9）   | -2.4 | 0浜中俊   | 57        | キングズソード         | 502         |
| 0000.09.25 | 船橋   | 日本テレビ盃    | JpnII | ダ1800m（良） | 13    | 8     | 13    | 015.30（4人）   | 03着 | R1:53.9（39.2）   | -1.1 | 0浜中俊   | 57        | ウィリアムバローズ     | 499         |
| 0000.11.04 | 佐賀   | JBCクラシック   | JpnI  | ダ2000m（良） | 11    | 3     | 3     | 006.40（4人）   | 02着 | R2:08.8（37.3）   | -0.8 | 0浜中俊   | 57        | ウィルソンテソーロ     | 501         |
| 2025.02.23 | 東京   | フェブラリーS   | GI    | ダ1600m（良） | 16    | 3     | 6     | 068.1（11人）   | 06着 | R1:36.3（35.5）   | -0.8 | 0浜中俊   | 58        | コスタノヴァ           | 508         |
| 0000.04.09 | 川崎   | 川崎記念        | JpnI  | ダ2100m（稍） | 13    | 6     | 8     | 006.30（3人）   | 01着 | R2:18.0（38.2）   | -0.1 | 0浜中俊   | 57        | （ディクテオン）       | 499         |
| 0000.05.24 | 京都   | 平安S           | GIII  | ダ1900m（稍） | 16    | 2     | 4     | 005.50（3人）   | 07着 | R1:57.8（35.2）   | -0.6 | 0浜中俊   | 59        | アウトレンジ           | 508         |
| 0000.07.02 | 大井   | 帝王賞          | JpnI  | ダ2000m（良） | 14    | 6     | 9     |                 |      | 競走除外          |      | 0浜中俊   | 57        | ミッキーファイト       | 計不        |

- 競走成績は2025年7月2日現在

## 血統表
| メイショウハリオの血統          | メイショウハリオの血統                                       | メイショウハリオの血統                                       | （血統表の出典）                                             | （血統表の出典）    |
| 父系                            | シアトルスルー系                                             | シアトルスルー系                                             | シアトルスルー系                                             | [ § 2 ]             |
| 父 *パイロ Pyro 2005 黒鹿毛     | 父の父Pulpit 1994 鹿毛                                       | A.P. Indy                                                    | Seattle Slew                                                 | Seattle Slew        |
| 父 *パイロ Pyro 2005 黒鹿毛     | 父の父Pulpit 1994 鹿毛                                       | A.P. Indy                                                    | Weekend Surprise                                             |                     |
| 父 *パイロ Pyro 2005 黒鹿毛     | 父の父Pulpit 1994 鹿毛                                       | Preach                                                       | Mr. Prospector                                               | Mr. Prospector      |
| 父 *パイロ Pyro 2005 黒鹿毛     | 父の父Pulpit 1994 鹿毛                                       | Preach                                                       | Narrate                                                      |                     |
| 父 *パイロ Pyro 2005 黒鹿毛     | 父の母Wild Vision 1998 鹿毛                                  | Wild Again                                                   | Icecapade                                                    | Icecapade           |
| 父 *パイロ Pyro 2005 黒鹿毛     | 父の母Wild Vision 1998 鹿毛                                  | Wild Again                                                   | Bushel-n-Peck                                                |                     |
| 父 *パイロ Pyro 2005 黒鹿毛     | 父の母Wild Vision 1998 鹿毛                                  | Carol's Wonder                                               | Pass the Tab                                                 | Pass the Tab        |
| 父 *パイロ Pyro 2005 黒鹿毛     | 父の母Wild Vision 1998 鹿毛                                  | Carol's Wonder                                               | Carols Christmas                                             |                     |
| 母 メイショウオウヒ 2008 黒鹿毛 | 母の父マンハッタンカフェ 1998 青鹿毛                         | *サンデーサイレンス                                          | Halo                                                         | Halo                |
| 母 メイショウオウヒ 2008 黒鹿毛 | 母の父マンハッタンカフェ 1998 青鹿毛                         | *サンデーサイレンス                                          | Wishing Well                                                 |                     |
| 母 メイショウオウヒ 2008 黒鹿毛 | 母の父マンハッタンカフェ 1998 青鹿毛                         | *サトルチェンジ                                              | Law Society                                                  | Law Society         |
| 母 メイショウオウヒ 2008 黒鹿毛 | 母の父マンハッタンカフェ 1998 青鹿毛                         | *サトルチェンジ                                              | Santa Luciana                                                |                     |
| 母 メイショウオウヒ 2008 黒鹿毛 | 母の母*アルペンローズ Alpine Rose 1999 黒鹿毛                | Kris S.                                                      | Roberto                                                      | Roberto             |
| 母 メイショウオウヒ 2008 黒鹿毛 | 母の母*アルペンローズ Alpine Rose 1999 黒鹿毛                | Kris S.                                                      | Sharp Queen                                                  |                     |
| 母 メイショウオウヒ 2008 黒鹿毛 | 母の母*アルペンローズ Alpine Rose 1999 黒鹿毛                | Amizette                                                     | *フォーティナイナー                                          | *フォーティナイナー |
| 母 メイショウオウヒ 2008 黒鹿毛 | 母の母*アルペンローズ Alpine Rose 1999 黒鹿毛                | Amizette                                                     | Courtly Dee                                                  |                     |
| 母系(F-No.)                     | アルペンローズ(USA)系(FN:A4)                                 | アルペンローズ(USA)系(FN:A4)                                 | アルペンローズ(USA)系(FN:A4)                                 | [ § 3 ]             |
| 5代内の近親交配                 | Mr. Prospector 4 × 5 = 9.38％、Hail to Reason 5 × 5 = 6.25％ | Mr. Prospector 4 × 5 = 9.38％、Hail to Reason 5 × 5 = 6.25％ | Mr. Prospector 4 × 5 = 9.38％、Hail to Reason 5 × 5 = 6.25％ | [ § 4 ]             |
| 出典                            | 1. 2. 3. 4.                                                  | 1. 2. 3. 4.                                                  | 1. 2. 3. 4.                                                  | 1. 2. 3. 4.         |

- 半弟に2024年天皇賞（春）など重賞4勝を挙げたテーオーロイヤル（父リオンディーズ）がいる。